# François Gall (réalisateur et producteur)
Pour les articles homonymes, voir François Gall (homonymie) et Gall.
 (novembre 2022).
La mise en forme du texte ne suit pas les recommandations de Wikipédia : il faut le « wikifier ».
Les points d'amélioration suivants sont les cas les plus fréquents :
- Les titres sont pré-formatés par le logiciel. Ils ne sont ni en capitales, ni en gras.
- Le texte ne doit pas être écrit en capitales (les noms de famille non plus), ni en gras, ni en italique, ni en « petit »…
- Le gras n'est utilisé que pour surligner le titre de l'article dans l'introduction, une seule fois.
- L'italique est rarement utilisé : mots en langue étrangère, titres d'œuvres, noms de bateaux, etc.
- Les citations ne sont pas en italique mais en corps de texte normal. Elles sont entourées par des guillemets français : « et ».
- Les listes à puces sont à éviter, des paragraphes rédigés étant largement préférés. Les tableaux sont à réserver à la présentation de données structurées (résultats, etc.).
- Les appels de note de bas de page (petits chiffres en exposant, introduits par l'outil «  Source ») sont à placer entre la fin de phrase et le point final[comme ça].
- Les liens internes (vers d'autres articles de Wikipédia) sont à choisir avec parcimonie. Créez des liens vers des articles approfondissant le sujet. Les termes génériques sans rapport avec le sujet sont à éviter, ainsi que les répétitions de liens vers un même terme.
- Les liens externes sont à placer uniquement dans une section « Liens externes », à la fin de l'article. Ces liens sont à choisir avec parcimonie suivant les règles définies. Si un lien sert de source à l'article, son insertion dans le texte est à faire par les notes de bas de page.
- La présentation des références doit suivre les conventions bibliographiques. Il est recommandé d'utiliser les modèles {{Ouvrage}}, {{Chapitre}}, {{Article}}, {{Lien web}} et/ou {{Bibliographie}}. Le mode d'édition visuel peut mettre en forme automatiquement les références.
- Insérer une infobox (cadre d'informations à droite) n'est pas obligatoire pour parachever la mise en page.

Pour une aide détaillée, merci de consulter Aide:Wikification.
Si vous pensez que ces points ont été résolus, vous pouvez retirer ce bandeau et améliorer la mise en forme d'un autre article.
François Gall est né le 9 novembre 1922 à Saint-Germain-en-Laye (France). Il a successivement été romancier, journaliste, puis réalisateur et producteur. 
Il a fait partie de la Résistance française pendant la Seconde Guerre mondiale. Fait prisonnier en 1943 dans un camp à Berlin, il s’en est enfui pour rejoindre à nouveau la Résistance et participer à la Libération de Paris du 19 au 25 août 1944.
En 1942, il apparaît avec son frère Jacques Gall comme figurant dans le film Les Visiteurs du soir, tourné par Marcel Carné et écrit par Jacques Prévert. 
Après la guerre, il a exploré toutes les facettes des métiers du journalisme, de l’audiovisuel et de la télévision. Il a ainsi été reporter de guerre en Indochine, auteur et scénariste, puis journaliste, prêtant son concours à des agences comme l’AFP, Reuter et United Press, mais également à France-Soir et Le Figaro. Il a ensuite poursuivi sa carrière comme producteur et réalisateur, réalisant notamment des émissions télévisées et séries documentaires.
Parmi les œuvres qu’il a créées ou contribué à créer, il faut citer le feuilleton À bout portant (1968-1978) et, notamment, l’émission à grand succès Des trains pas comme les autres (1987-2008). Outre les nombreux romans écrits avec son frère Jacques Gall, il rédigea avec lui le scenario de la bande dessinée 13 rue de l’Espoir, à la demande de leur ami Pierre Lazareff, alors directeur de France-Soir. C’est grâce à ce dernier qu’il rencontrera Claude et Georges Pompidou, avec qui se nouera une amitié profonde et durable.
Le 21 novembre 1996, il reçut la Légion d’honneur, remise par le président de l'Assemblée nationale de l'époque, Philippe Séguin, à l'hôtel de Lassay.

## Producteur audiovisuel, réalisateur et scénariste

### À bout portant(1968-1978)
De 1968 à 1978, François Gall produit avec son frère Jacques Gall et Jean Wetzel, l’émission À bout portant, réalisée par Roger Sciandra. Elle compte 61 épisodes, se présentant sous la forme d’un portrait mêlant vie privée et vie publique, d’une personnalité de la culture, du monde du spectacle, des arts ou de la chanson. 
Les personnalités suivantes on fait l’objet d’un tel portrait : Enrico Macias, Alain Barrière,, Les Compagnons de la chanson, Guy Béart, Charles Aznavour, Michel de la Vega, Gilbert Becaud, Salvatore Adamo, Annabel, Serge Reggiani, Georges Moustaki, Annie Cordy, Guy Bedos et Sophie Daumier, Serge Lama, Pierre Perret, Joe Dassin, Marie Laforêt, Gilles Vigneault, Pierre Doris, Leo Ferré, Marcel Amont, Juliette Gréco, Régine, Michel Polnareff, Les Charlots, Melina Mercouri, Demis Roussos, Catherine Sauvage, Michel Sardou, Jean Guillou, Roger Pierre et Jean Marc Thibault, Les Frères Jacques, Jean Constantin, Serge Gainsbourg, Hugues Aufray, Rika Zarai, Francis Blanche, Paulette Merval, Marcel Merkes, Pauline Carton, Johnny Hallyday, Yvan Rebroff, Mort Shuman, Francis Lemarque, Line Renaud, Zamfir Gheorghe, Jacques Martin, Jean le Poulain, Thierry Le Luron, Jean Claude Monteils, Philippe Clay, Alex Metayer ou De l'incommunicabilité, Docteur Bernard and Mister Haller, Maria Pacôme, Raymond Devos, Pierre et Marc Jolivet ou Nous sommes tous des frères, Jean Sablon, Nicole Croisille, Daniel Prévost, Carlos, Jean Amadou, Sylvia Monfort, Julien Clerc, Eddy Mitchell, Jean Marais, Coluche.
Dans une chronique du Monde parue en février 1971, Jacques Siclier décrit la qualité et l’originalité de ce programme : « On peut se demander pourquoi À bout portant, l'excellente émission de variétés de Jean Wetzel et des frères Gall (première chaîne), n'est jamais programmée avant 22 heures. Car, enfin, elle présente des artistes de music-hall très populaires (Georges Moustaki, Annie Cordy récemment, Guy Bedos et Sophie Daumier cette fois), et en donne des portraits approfondis, extrêmement vivants. Les producteurs, et le réalisateur Roger Sciandra, ont créé un genre qui tient à la fois du document et du spectacle ».
Après le décès de son frère Jacques Gall (5 avril 1921-6 juin 1978) à Saint-Cloud à l’âge de 57 ans, François Gall poursuivit ses activités dans les arts audiovisuels en tant que producteur, réalisateur et scénariste.  

### Des trains pas comme les autres(1987-2008)
Grand voyageur, François Gall crée, produit et réalise, avec Bernard d’Abrigeon (1937-2020),, une première version sans présentateur à l'écran, de la série documentaire Des trains pas comme les autres, diffusée de 1987 à 2008 sur Antenne 2, puis France 2. Il en est la voix off pour l’ensemble des épisodes qui composent cette première série. Le grand succès de l’émission a conduit à une reprise selon une seconde formule, diffusée sur France 5 à partir de 2011. 
Depuis « Le Canada d’un océan à l’autre » jusqu’à l'« Écosse », ce documentaire fait voyager les téléspectateurs de l’Inde à la Norvège en passant par le Kenya ou le Vietnam, par le prisme de toutes sortes de trains locaux. François Gall a qualifié l'émission de « plus grande série internationale faite par la télévision française », se réjouissant de « sa continuité remarquable » au fil des années et des présidents de la deuxième chaîne.
C’est ainsi le monde entier que François Gall a parcouru tout au long des 41 épisodes tournés entre 1987 et 2008 : 
- le Canada d'un océan à l'autre (12 janvier 1987)
- l'Inde, quatre milliards de voyageurs (19 janvier 1987)
- Norvège, Suède : l'Express du soleil de minuit (26 janvier 1987)
- Japon : les trains obus (1er février 1989)
- Congo océan (8 février 1989)
- Transsibérien (14 juillet 1991)
- Australie : l'Indian Pacific (28 juillet 1991)
- Thaïlande Malaisie Singapour express (04 août 1991)
- Turquie : Trans-Europe-Asie (11 août 1991)
- Égypte, Soudan : Trains et pharaons (18 août 1991)
- Vietnam : du Nord au Sud (25 août 1991)
- Mexique : des trains et des dieux (1er septembre 1991)
- États-Unis : de l'Atlantique au Pacifique (8 septembre 1991)
- Kenya : Safari Pacifique (9 juillet 1992)
- Équateur : des Andes aux Galapagos (16 juillet 1992)
- Corée du sud (30 juillet 1992)
- Indonésie : de Java à Bali (26 août 1993 )
- Chine du sud, Chine du nord (2 septembre 1993)
- Au pays des Incas (3 août 1995 )
- Maroc (24 août 1995)
- Birmanie : Myanmar (31 août 1995)
- Au pays des Incas (1/2) (26 mai 1996)
- Au pays des Incas (2/2) (2 juin 1996)
- Au sud de l'Inde (3 juillet 1997)
- Sicile (10 juillet 1997)
- L'Orient-Express : Florence, Venise et la Toscane (31 juillet 1997)
- De l'Éthiopie à Djibouti (21 août 1997)
- Brésil (28 août 1997)
- Afrique du Sud : de Pretoria au Cap, de Johannesburg au Parc Krüger (24 juin 1999)
- Argentine, Paraguay : des chutes d'Iguazú à la Terre de Feu (30 juillet 2000)
- Syrie, Jordanie : de l'oasis de Palmyre au désert de Wadi-Rum (6 août 2000)
- Grèce (13 août 2000)
- Baltique express : de Saint-Pétersbourg à Tallinn, de Riga à Varsovie (22 décembre 2001)
- France : petits trains, grande passion (17 mai 2003)
- Andalousie (3 août 2003)
- Trains de luxe en Asie : au nord de l’Inde, de Singapour en Thaïlande (10 août 2003),
- Iran (1er août 2004)
- Tunisie (20 août 2005)
- En Europe à toute vapeur (2 septembre 2006)
- Portugal (7 juillet 2007)
- Pékin et la route de la soie (2 août 2008)
- Écosse : hier et aujourd'hui, les hautes terres (30 août 2008).

L’émission Des trains pas comme les autres reçut le « 7 d'or » du meilleur documentaire en 1991. Elle donna également lieu à la parution d’un livre éponyme en 2002.

### Autres œuvres télévisuelles
Outre ces projets de feuilletons ou séries complètes, il produira d'autres films ou documentaires, parmi lesquels on peut citer les 9 épisodes de Un homme, un château, diffusés sur Antenne 2 (1980-1981) : l'objet de cette série était de mettre en regard un lieu royal ou seigneurial avec la vie d'une personnalité historique l'ayant habité. On peut citer “Diane de Poitiers et le château d’Anet”, “Amboise et Léonard de Vinci”, “Catherine de Médicis et Chenonceaux”, “Louis XV et le Petit Trianon” ou ”Napoléon III et Compiègne”.
En 1962, le film La Gamberge fut réalisé par Norbert Carbonnaux et scénarisé par François Billetdoux sur une idée de Jacques et François Gall, à partir de leur œuvre naissante : 13 rue de l'Espoir. 
En 1965, il coécrit avec Yves Allégret le scenario du film Terreur sur la savane (Konga Yo ou Les Fugitifs du Sud-Kasai). 
En 1971, il produisit quatre épisodes de la série documentaires Civilisations, intitulés "Quatre soleils bridés" : Hongkong Colony, Ping Manila, Thaï Thaï Thaï, Formose ou le pays de Chu.
Lors de la redécouverte du « fonds Gambais » de l'INA en 2002, des rushs d'un documentaire de 1977 sur François Mitterrand furent retrouvés. Cette anecdote fut rapportée par Valérie Beck, journaliste du Parisien : « Parmi les pépites, des rushs, non retenus au montage, d'un documentaire de François Gall sur François Mitterrand, diffusé sur Antenne 2 en 1977. Dans l'un d'eux, le réalisateur demande à Danielle Mitterrand si son époux souffre de ne pas avoir de fille. Mazarine a alors 3 ans. « Je ne sais pas s'il en souffre, mais on aurait eu une fille, on aurait été ravis », répond-elle. Une phrase avec une résonance particulière aujourd'hui, à l'aune des révélations qui ont suivi. ». 
En 1980, François Gall produisit un documentaire sur le château de Malmaison, réalisé par Alain Cavalier.

## Activités d’auteur

### Romancier
François Gall a été l’auteur de plusieurs romans avec son frère Jacques Gall (1921-1978). 
- Les invités du tour du monde (Jacques et François Gall) ; préface de Joseph Kessel, Gallimard (Paris), Collection : L'Air du temps ; 82, 1958 (VIII-295 p. ; 21 cm)
- Les Aventures de Vermeille de Plancy au XIIIe siècle. 1, Vermeille et le plus grand prince de la terre (Jacques et François Gall), Presses de la Cité (Paris), 1966, (In-8° (21 cm), 385 p. 15 F. [D. L. 13330-66]), (réédition Presses Pocket (Paris) 1968 ; Éditions Jean-Goujon (Paris) 1980 (collection Toison d'or ; 41))
- Les Aventures de Vermeille de Plancy au XIIIe siècle. 2, Or, feu, sang, Vermeille (Jacques et François Gall), Presses de la Cité (Paris), 1967 (In-8° (21 cm), 389 p., carte. 15 F. [D. L. 8827-67]), (réédition Presses pocket (Paris) 1969)
- Marie, le ciel ouvert (Jacques et François Gall), B. Grasset (Paris), 1968 (In-16 (20 cm), 269 p. 18,50 F. [D. L. 9149-68])
- Mauve aux étranges amours (Jacques et François Gall), Presses de la Cité (Paris), 1968 (In-8° (21 cm), 313 p. 16,50 F. [D. L. 2477-68]), (réédition Presses pocket (Paris) 1972)
- 9 seigneurs d'Extrême-Orient... (Jacques et François Gall), collection : Reporters du monde entier, F. Nathan (Paris), 1974 (245 p. : couv. ill. en coul. ; 26 cm)
- Un Médecin dans la nuit (Jacques et François Gall), Collection : Collection Horizon, Éditions de Trévise (Paris), 1974 (406 p. : couv. ill. en coul. ; 24 cm), (réédition le Livre de poche (Paris) 1977)
- La Route carnivore (Jacques et François Gall), F. Nathan (Paris), 1976 (259 p. : couv. ill. en coul. ; 21 cm)
- Le Pain et le fouet (Jacques et François Gall), Collection : Horizon, Éditions de Trévise (Paris), 1977 (314 p. : Couv. ill. en coul. ; 24 cm), (réédition Éditions Jean Goujon (Paris) 1979)
- Alba (Jacques et François Gall), Collection : Horizon, Éditions de Trévise (Paris), 1977 (Couv. ill. en coul. ; 24 cm), (réédition Éditions Jean Goujon (Paris) 1979)
- L'Or et l'amour (Jacques et François Gall), Collection : Horizon, Éditions de Trévise (Paris), 1978 (2 vol., 228 + 220 p. : Couv. ill. en coul. ; 24 cm), (réédition Éditions Jean Goujon (Paris) 1979 (Collection : Collection Toison d'or ; 12-13))
- Alba, l'or et l'amour (Jacques et François Gall), Collection : Club pour vous Hachette, [le Livre de Paris] (Bagneux), 1978 (442 p. ; 22 cm)

### Scénariste de bande dessinée
De 1959 à 1972, François Gall et son frère Jacques ont écrit le scénario de la bande dessinée 13 rue de l'Espoir, commandée par Pierre Lazareff, directeur de France Soir. Les dessins ont été réalisés par Paul Gillon. 
Relatant l’histoire de Françoise, jeune femme des années 1960, la série sera publiée quotidiennement entre septembre 1959 et décembre 1972 et rencontrera un vif succès. La bande dessinée sera publiée in extenso entre juin 1981 et avril 1982 en deux volumes aux éditions des Humanoïdes associés.

## Amitié avec Georges et Claude Pompidou
François Gall compta parmi les amis proches de Georges Pompidou à partir de 1957, date à laquelle Pierre Lazareff lui présenta les frères Gall. Cette amitié fut essentielle au cours de la vie politique de Georges Pompidou, d’abord à Matignon (avril 1962-juillet 1968) puis à l’Élysée (1969-1974). François Gall fut ainsi très régulièrement présent lors de dîners informels et amicaux, tout comme son frère Jacques et d’autres personnalités appréciées du président (l’artiste Guy Béart, l’armateur Francis Fabre, le violoncelliste Mstislav Rostropovitch, le peintre Pierre Soulages, le compositeur Pierre Boulez, mais également le danseur et chorégraphe Maurice Béjart). 
Dans son livre « Visiteurs du soir », Renaud Revel rapporte quelques souvenirs de ces discussions dont seule la politique était un thème interdit. Les échanges tournaient alors autour de l’art contemporain, de la littérature, du cinéma ou de la culture, divers domaines dont Georges Pompidou était un fervent amateur et un fin connaisseur : « C’est en cela que nous étions sans doute des visiteurs quelque peu différents. Parce qu’il n’y avait personne et qu’il était absolument seul. Une période incroyable, se souvient François Gall. La France était au bord de l’insurrection, et son Premier ministre dînait dans le silence de son bureau, entouré de très rares amis dont nous étions. Nous avions le sentiment d’une espèce d’abandon et d’un homme qui se raccrochait à ceux qu’il considérait comme son cercle le plus sûr et le plus intime. Je l’entends encore nous dire : “Je tiendrai !” Il attendait simplement de nous un soutien et du réconfort. » (François Gall, cité par Renaud Revel, à propos de mai 68 et de Georges Pompidou).
Cette proximité avec Georges Pompidou et sa famille fut également rapportée par le fils du couple présidentiel, qui fit mention, dans la biographie de Claude Pompidou, du goût de la première Dame de France pour les reportages de François Gall, Des trains pas comme les autres.  Alain Pompidou décrit ainsi : « Les frères Gall : Jacques et François, passionnés de voyages ; ils entament à deux reprises le tour du monde. Dans les années soixante, ils écrivent ensemble les textes de la bande dessinée de 13 rue de l'espoir publiée quotidiennement dans France-Soir de 1959 à 1972, puis un récit de leurs expériences communes Les Invités du tour du monde, mais également des romans populaires. Après le décès de son frère, François deviendra producteur et réalisateur de reportages télévisés. Tournés dans le monde entier, ils sont intitulés Des trains pas comme les autres et feront rêver ma mère. ».
François Gall aura l’occasion de revenir sur cette amitié marquante, notamment dans un article publié en 1994 dans la Lettre de la Nation Magazine, supplément mensuel de l’hebdomadaire gaulliste La Lettre de la Nation, intitulé « Mon ami Georges Pompidou ». 
Il réalisera également, avec son frère Jacques, un film documentaire en hommage à Georges Pompidou, un an après sa mort : Hommage au président Pompidou, 2 avril 1975 (film de 57 minutes).
François Gall a également produit le film documentaire Pompidou inédit, une aventure culturelle, accompagnant l’exposition organisée par Artcurial et la Fondation Claude-Pompidou en 1987, « Hommage au Président Georges Pompidou, un homme de culture ».
Ce lien avec Georges Pompidou sera reconnu encore de nombreuses années. François Gall fera régulièrement partie du jury décernant le prix Georges-Pompidou, couronnant chaque année le travail d’une personnalité illustrant la langue et la culture française.

## Vie privée
François Gall est marié à Françoise Durst, petite-fille du peintre Auguste Durst. Elle a créé et dirigé jusqu’en 2018 la Galerie d’art Françoise Durst, pionnière dans l’art contemporain et ayant fait connaître de nombreux artistes, dont José Aguirre, Emmanuelle Aussedat, Thierry Bruet, Fitzia, René Galassi, Isabelle Girollet, Elisabeth Stenne  et Christiane Vielle.  Les œuvres choisies par Françoise Durst sont présentes dans de nombreuses collections privées ainsi que dans les plus grands hôtels et restaurants à travers le monde, en coopération avec les plus grands décorateurs dont Pierre-Yves Rochon (notamment le George V Four Seasons à Paris, le Shangri-La à Paris, les Crayères à Reims, ou encore les restaurants Joël Robuchon).